# Eupentacta
Eupentacta is een geslacht van zeekomkommers uit de familie Sclerodactylidae.

## Soorten
- Eupentacta exigua (Ludwig, 1875)
- Eupentacta fraudatrix (D'yakonov & Baranova, 1958)
- Eupentacta pseudoquinquesemita Deichmann, 1938
- Eupentacta quinquesemita (Selenka, 1867)